# Macrolinus latipennis
Macrolinus latipennis es una especie de coleóptero de la familia Passalidae.

## Distribución geográfica
Habita en Java, Península de Malaca, Borneo, Sumatra y Mindoro.